# Incoronata (isola)
Incoronata (in croato: Kornat)  è un'isola della Croazia, la principale delle isole Incoronate, situata di fronte alla costa dalmata settentrionale, ad ovest di Sebenico. Appartiene alla regione di Sebenico e Tenin, comune di Morter-Incoronate. Fa parte del Parco nazionale delle Incoronate (Nacionalni park Kornati).

## Geografia
Incoronata è lunga 25,2 km e larga fino a 2,5 km, ha una superficie di 32,44 km² e lo sviluppo costiero è di 68,78 km, l'elevazione massima è di 237 m s.l.m. (monte Metlina). L'isola è la continuazione dell'Isola Lunga e fino al I sec a.C. era unita ad essa. La sua costa nord-orientale è quasi priva di insenature, che sono invece numerose sul lato sud-occidentale. A nord-est il canale di Zut (Žutski kanal) la separa dall'isola omonima e a sud-ovest il canale dell'Incoronata (Kornatski kanal) la separa da una miriade di isolotti e scogli. L'isola non ha insediamenti permanenti. Vi sono poche casette occasionalmente abitate da pescatori nelle località di Luccizza (Lučica), Reale (Kravljačica), Uruglie (Vrulje) e Goromasna (Koromačna). Incoronata è l'unica isola dell'arcipelago con una fonte di acqua potabile. La sorgente si trova nella valle Luigia (Statival), a nord-est.

### Isole adiacenti

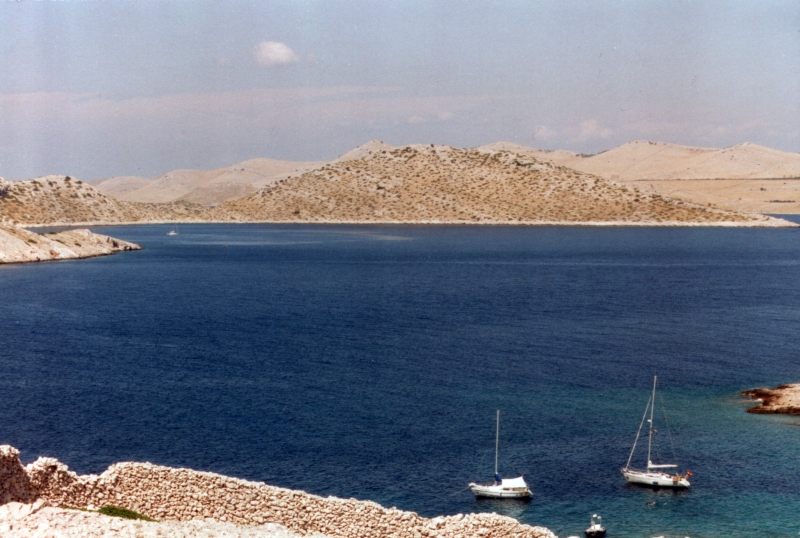
Lavernata

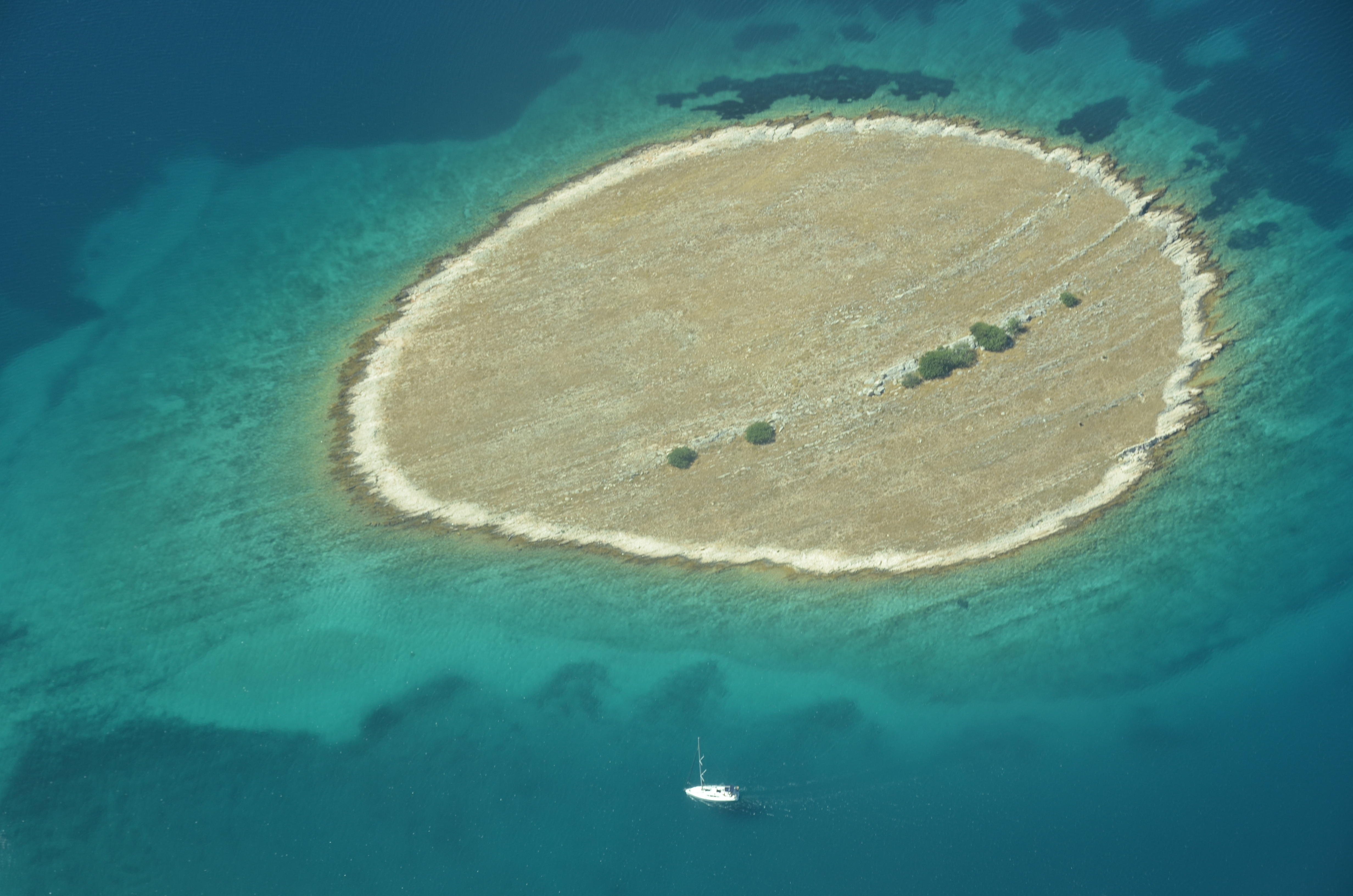
Strignacco

A nord e nord-ovest, alcune isole fanno parte del Parco naturale di Porto Taier (Luka Telašćica) e ricadono quindi sotto l'amministrazione del comune di Sale (Isola Lunga): Abba Superiore, Catena, isolotti Bucci e Due Sorelle.
- Abba Superiore o Abo (Gornja Aba), circa 1,1 km a nord[2].
- Isolotti Bucci (Buč Veli e Buč Mali), tra Incoronata e Abba Superiore.
- Catena (Katina), tra isola Lunga e Incoronata, divisa da quest'ultima dallo stretto Proversa Grande (Vela Proversa).

Lato occidentale (da nord a sud):
- Scogli Abba[6]:

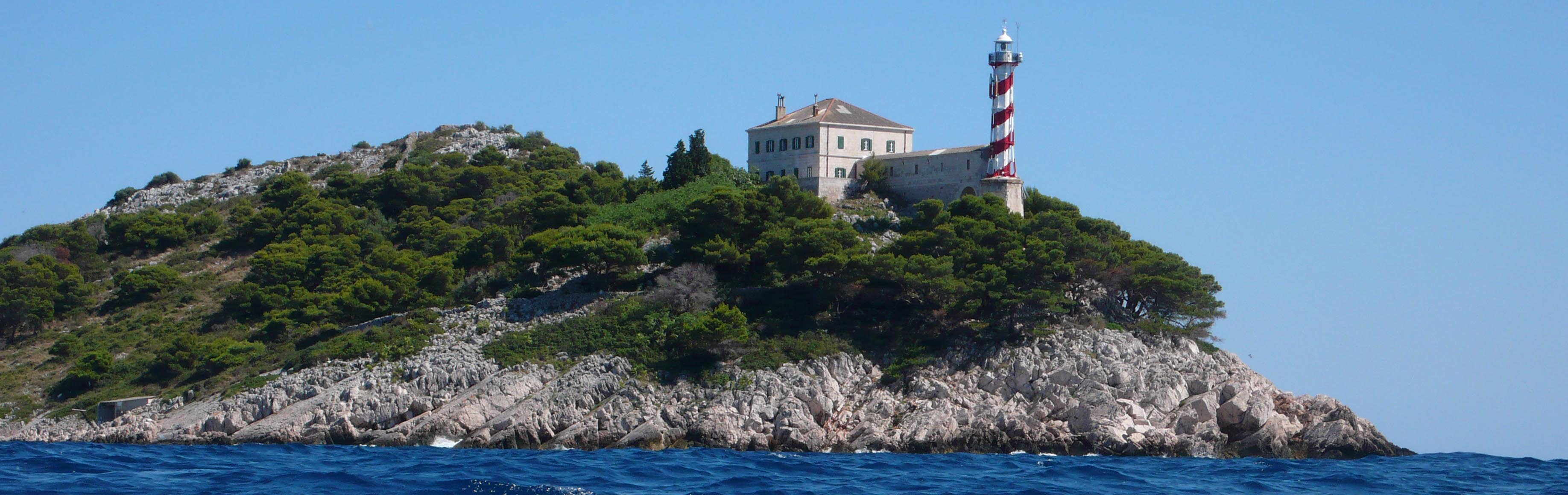
Il faro d'accesso al porto Tajer sull'isolotto Sorella grande (Sestrica Vela)

  - Abba Grande o Abatuta (Aba, Aba Vela o Aba Donja), ad est della punta settentrionale dell'Incoronata.
  - Obravacina[6][8] o Abba Piccola[9] (Aba Mala o Abica), isolotto di circa 280 m di lunghezza, con una superficie di 0,031 km²[1], la costa lunga 0,72 km e l'altezza di 28 m[2]; si trova a sud di Abba Grande, a circa 350 m di distanza[2], 43°51′26″N 15°12′42″E.
- Dragunara[10] (Dragunara),  misura circa 220 m[2], si trova a est della punta meridionale di Abba Grande, tra quest'ultima e Scillo (Šilo Velo); ha una superficie di 0,016 km²[1], la costa lunga 0,52 km e l'altezza di 18 m[2] 43°51′40″N 15°13′17″E.
- Isolotti Due Sorelle (Sestrica Vela e Sestrica Mala) , a sud di Abba Grande.
- Isolotti Scillo (Šilo Velo e Šilo Malo), a ovest della parte settentrionale di Incoronata.
- Fighera[11], Smoquignak[6][12][13] o Xornich[14] (Smokvenjak), circa 240 m ad est dalla punta meridionale di Scillo, tra quest'ultimo e l'isola Incoronata, misura circa 360 m[2], ha una superficie di 0,075 km² e uno sviluppo costiero di 1 km[1] 43°50′58″N 15°14′18″E.
- Zornich[14] (Zornik o Zornjak), scoglio tra Scillo e l'isola Incoronata, a nord di Fighera; ha un'area di 5382 m²[15], la costa lunga 287 m[15] ed è alto 6 m[2] 43°51′10″N 15°14′15″E.
- Prisgnago[16][17] (Prišnjak) o Jovargnak[6][12] (Tovarnjak), chiamato anche isolotto del Grande Asino[18], di forma allungata (circa 300 m[2]), a 450 m circa dall'isola Incoronata; l'isolotto ha una superficie di 0,022 km²[1] e uno sviluppo costiero di 0,69 km[1]. Assieme ad un piccolo scoglio (hrid Prišnjak)  a sud-ovest (43°50′10″N 15°13′14.29″E), che ha un'area di 77 m²[15], sono anche chiamati scogli Prisgnati[14] 43°50′18″N 15°14′24″E.

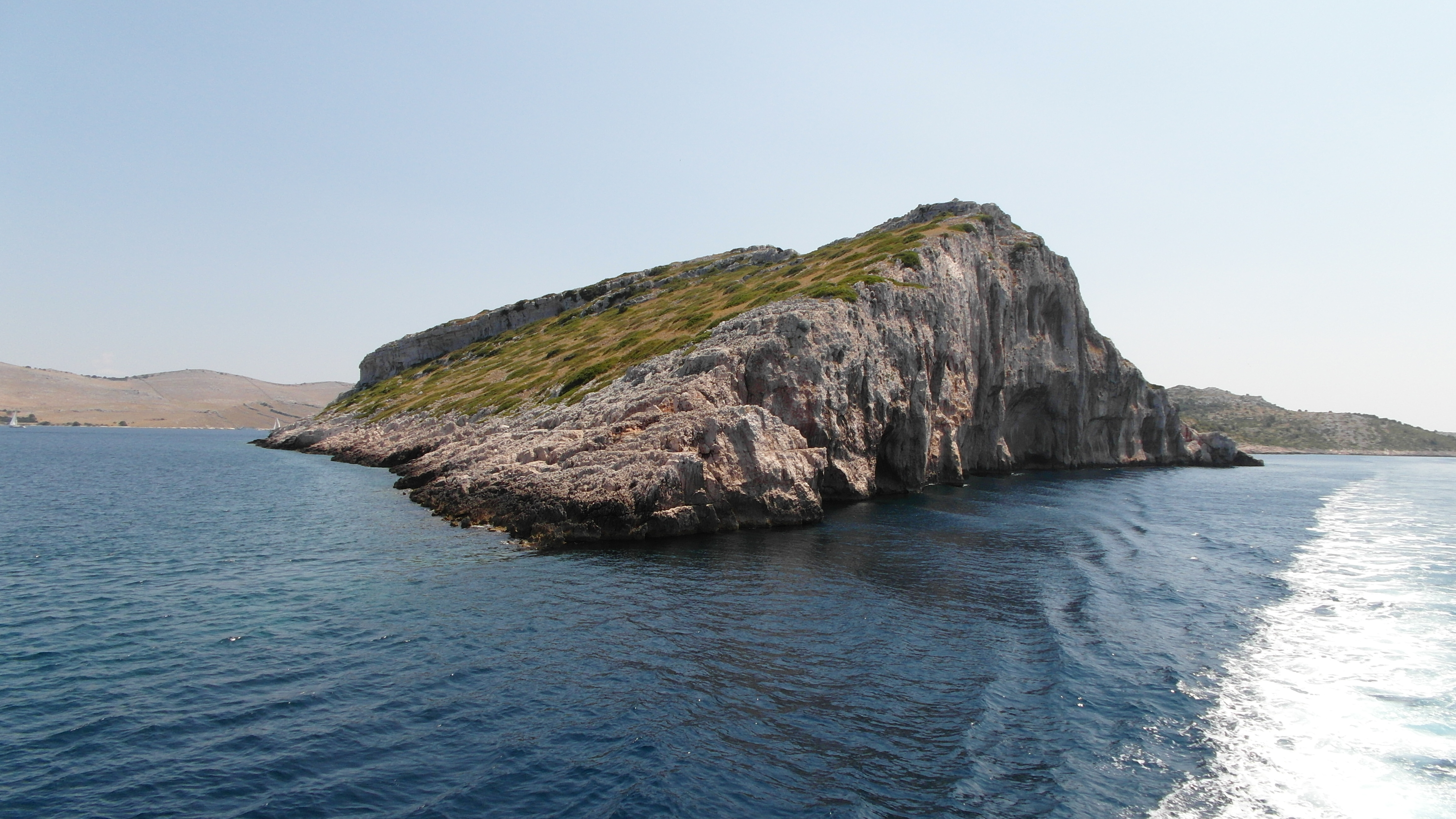
Obruciano Grande

- Scogli Obrucian (Obručan Veli e Obručan Mali), a nord-ovest di Lavernata.
- Lavernata[5] o Lavernaka[14] (Levrnaka), isoletta di forma molto irregolare con una baia profonda (baia Lavernata) che si apre a nord.

- Sussizza[5][14][19] (Sušica), che chiude a nord la baia Lavernata; l'isolotto di forma allungata misura circa 600 m[2], ha una superficie di 0,058 km²[1], uno sviluppo costiero di 1,24 km[1] e l'altezza è di 17 m[2] 43°49′41″N 15°15′07″E.
- Morto[5][6][12], isola del Morto[20] o Mertvaz[14] (Mrtovac o Mrtvac), di forma triangolare, ha 520 m di lunghezza[2], una superficie di 0,052 km²[1] e uno sviluppo costiero di 1,48 km[1]; si trova a ovest della parte settentrionale di Lavernata 43°49′33″N 15°13′50″E.
- Strignacco[21], Smignak[22] o Strisgnach[14] (Strižnjak), isolotto rotondo di fronte al villaggio di Strižnja ha una superficie di 0,028 km²[1], uno sviluppo costiero di 0,61 km[1] e l'altezza di 14 m[2] 43°49′10″N 15°16′48″E.
- Boronigo (Borovnik), a sud di Lavernata.
- Balon (Balun), a sud di Boronigo.
- Scogli Bisaghe[14]:
  - isola Nuda[23] o Golich[6][24] (Golić), piccolo scoglio (170 m di lunghezza[2]) a nord-ovest di Bissaga; ha una superficie di 0,011 km²[1], lo sviluppo costiero di 0,43 km[1] e l'altezza di 5,9 m[2] 43°48′48″N 15°16′33″E.
  - Bisaccia (Bisaga), tra l'Incoronata e Mana.
- Pescine[6][24][25] o Plessina[14] (Plešćina o Plešćenica), lungo 550 m circa[2], ha una superficie di 0,042 km²[1], uno sviluppo costiero di 1,26 km[1] e l'altezza di 27 m[2]; si trova a nord di Mana 43°48′31″N 15°16′12″E.
- Mana, di forma irregolare (simile a un uncino), a sud-sud-est di Lavernata.
- Bisaccetta[26] o Galioliza[6][22] (Bisagica), scoglio allungato, misura 120 m circa[2], ha un'area di 3295 m²[15], la costa lunga 286 m[15] e l'altezza di 1 m[2]; è situato a est di Mana e a sud-est di Bisaccia 43°48′11″N 15°17′25″E.
- Scogli Babuglia[27], Babojasc[6][24] o Zaparigna[14], a est di Mana:
  - Babuglia Piccolo[27] o Babojasc piccolo (Babuljaš Mali), rotondeggiante, ha 80 m circa[2] di diametro, un'area di 3460 m²[15], la costa lunga 222 m[15] e l'altezza di 7 m[2] 43°48′02″N 15°17′16″E;
  - Babuglia Grande[27] o Babojasc grande (Babuljaš Veli), a forma di goccia rovesciata, lungo circa 120 m, ha un'area di 6723 m²[15], la costa lunga 325 m[15] e l'altezza di 9 m[2]; è situato circa 400 m[2] a est di Mana 43°47′56″N 15°17′02″E.
- Oliveto (Maslinjak), tra Mana e capo Pivćena (sulla costa dell'Incoronata).
- Azabovaz[6][22] o Cernikovaz[14] (Arapovac), scoglio di circa 300 m a sud-est di Maslignak e a sud di capo Pivćena; ha un'area di 9622 m²[15], la costa lunga 371 m[15] e l'altezza di 10 m[2] 43°47′43″N 15°17′58″E.
- scogli Calafatini[28] (hridi Kamičiči), due scogli tra Mana e Idra Piccola: 
  - scoglio Kalafatin[6], il maggiore, è situato 640 m[2] a sud-est di Mana e ha un'area di 844 m²[15]43°47′35″N 15°16′55″E;
  - il minore ha una superficie di 72 m²[15] e si trova circa 140 m[2] a sud del precedente 43°47′29″N 15°16′56″E.
- Isolotti Idra (Rašip), a sud di capo Pivćena.
- Peschiera (Piškera), isoletta lunga circa 4,15 km[2], parallela alla parte meridionale di Incoronata.
- Scogli Gustaz[14]:
  - Corignago (Koritnjak), tra Peschiera e Incoronata.
  - Gustaz (Gustac), tra Peschiera e Incoronata.
- Due piccoli scogli a est di Gustaz: Calefantini[14] (hrid Kalafatin) ha un'area di soli 4 m²[15] (43°46′35″N 15°21′37″E) e Gristaz[14] (hrid Gizela o Gvislac) di 26 m²[15] 43°46′30″N 15°21′14″E.
- Camicich[14] (hrid Kamičić o Kamičica), piccolo scoglio a sud di Gustaz, vicino a Peschiera; ha un'area di 41 m²[15] 43°46′07″N 15°21′05″E.
- Blitvizza[29], Permetgnak[14] o Primetta[6] (Blitvica o Blitvenjak[30]), piccolo scoglio a sud-est di Gustaz, lungo circa 130 m[2], alto 8 m, ha un'area di 4402 m²[15] e la costa lunga 307 m[15]; è situato tra Peschiera e Incoronata 43°46′20″N 15°21′20″E.
- Veseglie[31], Vessegliak[6] o Vessegliuk[14] (Veseljuh), scoglio lungo circa 230 m, a est di Peschiera; ha una superficie di 0,014 km²[1], uno sviluppo costiero di 0,53 km[1] e l'altezza di 4 m[2] 43°45′51″N 15°21′55″E.

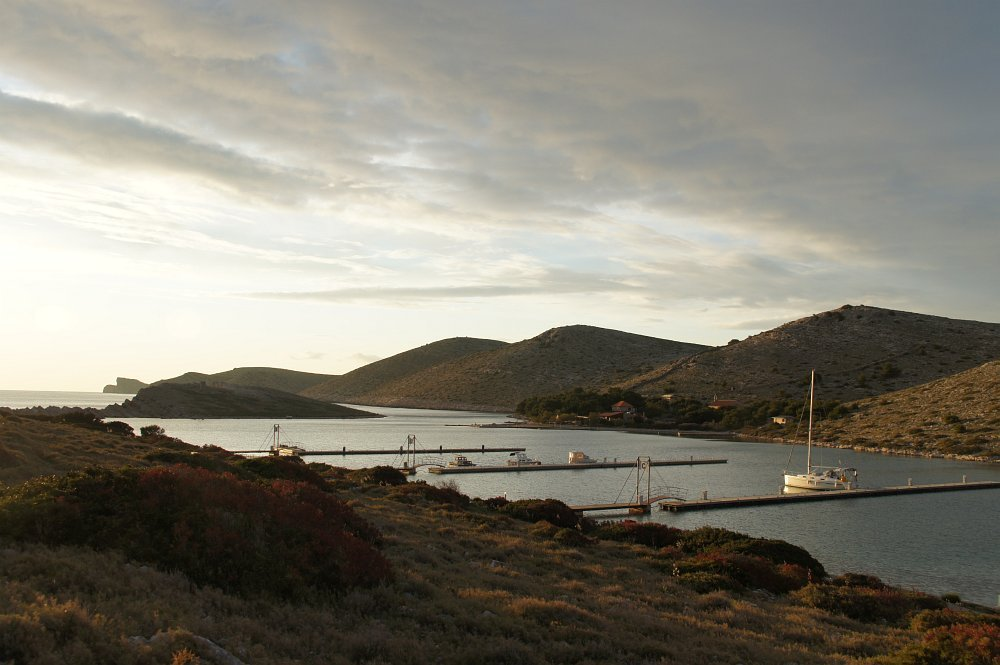
La marina di Peschiera e lo scoglio Panitole grande.

- Isolotti Panitola (Panitula Veli e Panitula Mala), a sud di Peschiera.
- Laussa (Lavsa), piccola isola dalla forma irregolare a sud-est di Peschiera.
- Gustaz (Gustac), 240 m a est di Laussa.
- Isolotto del Cappellaio (Klobučar), a sud di Gustaz, tra Laussa e Casella.
- Casella (Kasela), a est di Gustaz.
- Isolotti Prisgnago (Prišnjak Veli e Prišnjak Mali), a est di Casella.
- Caprino[32] o Zapavigna[14] (Krpeljina o Oršjak), a 320 m[2] dalla costa dell'Incoronata, all'altezza di Casella; ha un'altezza di 17 m[2], una superficie di 0,015 km²[1], uno sviluppo costiero di 0,57 km[1] 43°45′18″N 15°24′19″E.
- Bisaghe[14] o Bissaga[6] (Bisaga, Kod Opata), scoglio di forma allungata (misura circa 170 m[2]), ha un'area di 6364 m²[15], la costa lunga 393 m[15] e un'altezza di 9 m[2]; si trova 130 m circa a sud-ovest di Rauna 43°44′44″N 15°25′17″E.
- Rauna[14][33] o Goromasna[6][34] (Ravna Sika); isolotto rotondeggiante con un'altezza di 28 m[2], una superficie di 0,04 km²[1], uno sviluppo costiero di 0,74 km[1]; si trova ad ovest dell'omonimo villaggio e insenatura (Goromasna, Koromačna) nella parte meridionale dell'Incoronata 43°44′48″N 15°25′33″E.
- Vodegna (Vodenjak), circa 660 m a ovest dell'isola Lunga.

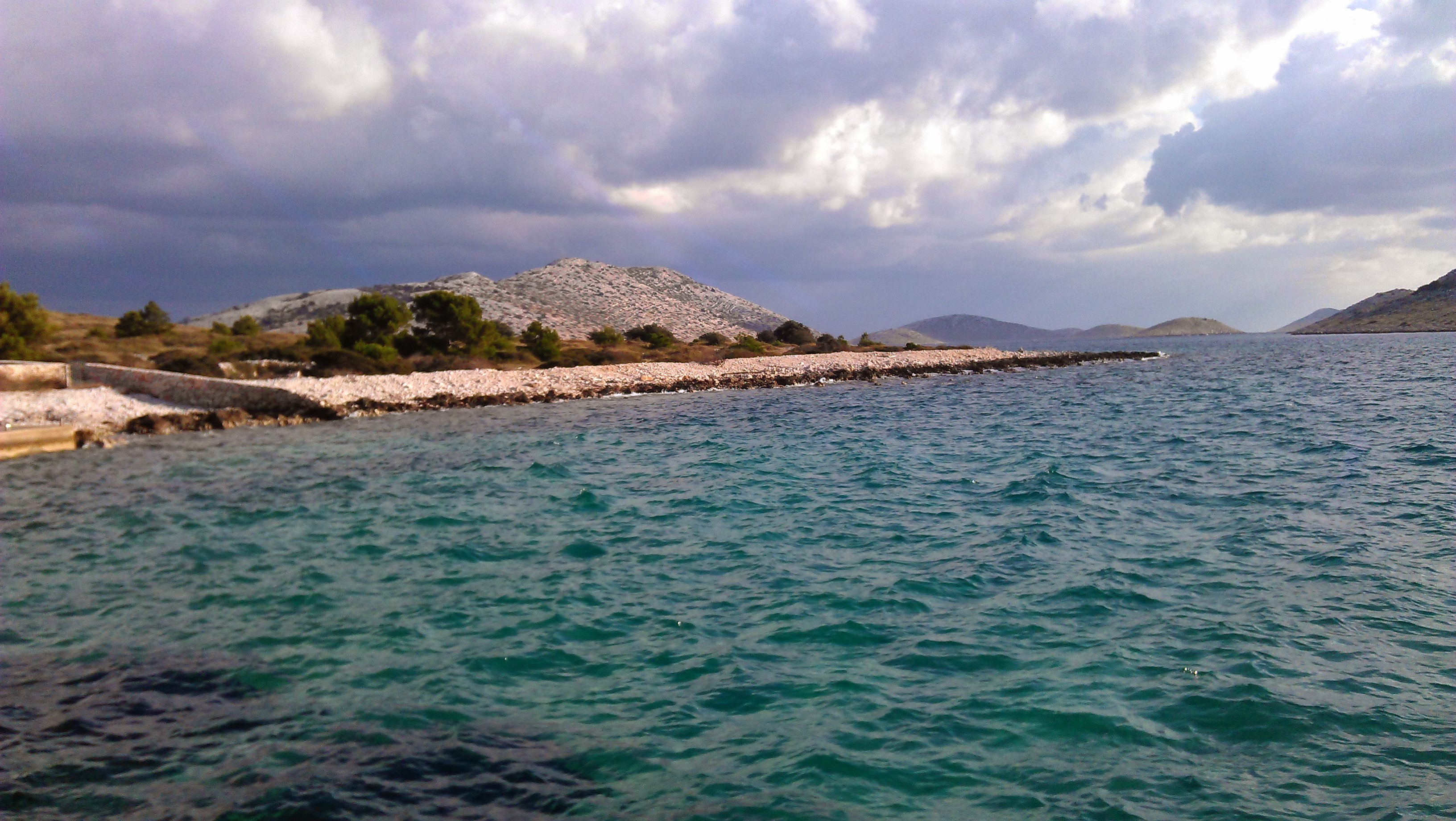
Zaccan

- Isolotti che delimitano porto Zaccan[5] (luka Žacan):
  - Lunga (Lunga)
  - Zaccan  (Ravni Žacan)
  - Gomigna (Gominjak)
  - Zaccan Petroso (Kameni Žakan) e Zaccanar Piccolo (Jančar).

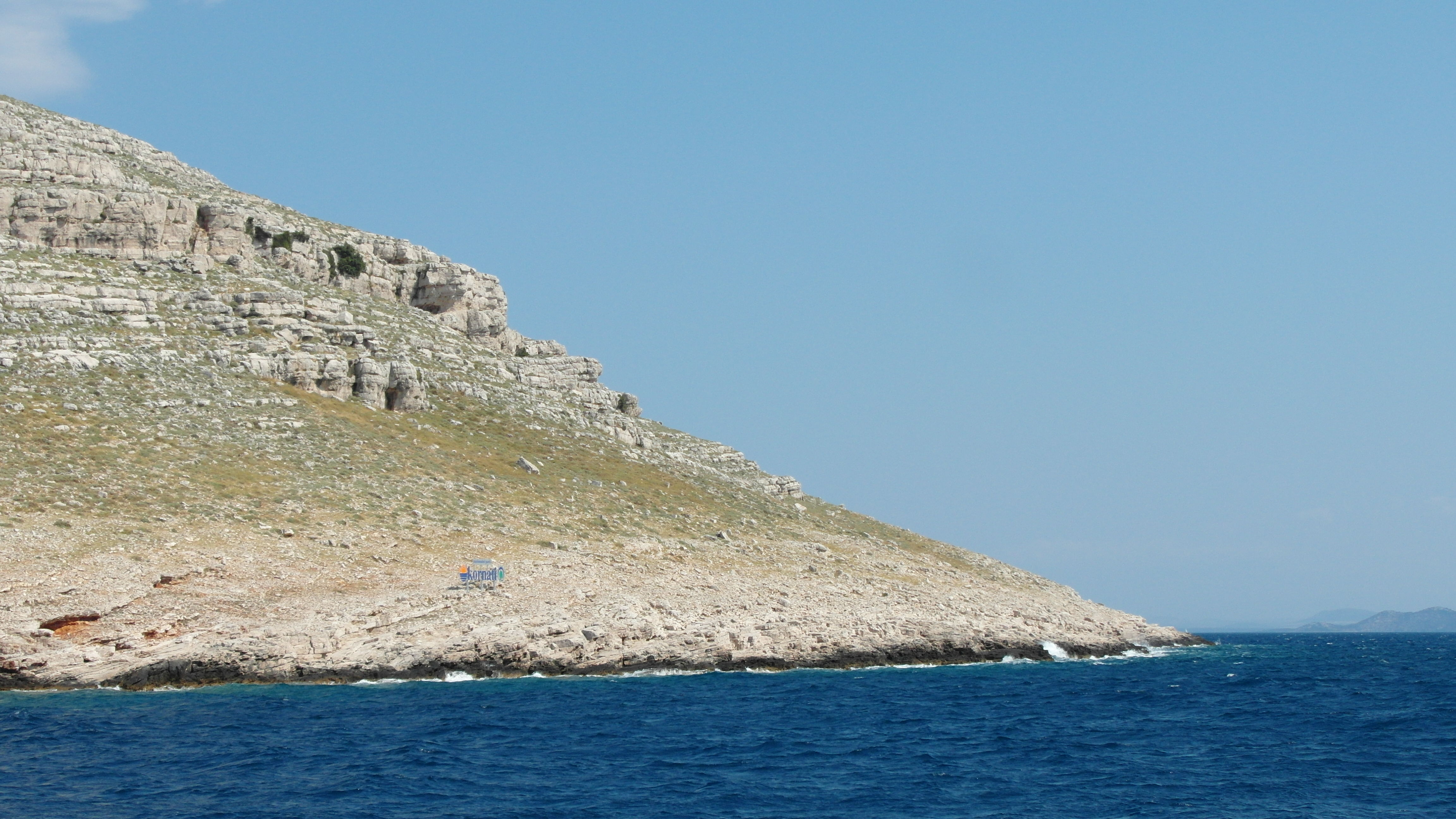
Punta Abate (rt. Opat)

- Monte (Škulj), a sud di punta Abate[35][36] (rt. Opat), l'estremità meridionale dell'Incoronata.
- Smogvizza (Smokvica Vela), isola dalla forma irregolare a sud-est di punta Abate.

A nord-est, nel canale di Zut:
- Dagna Grande (Velika Dajna) e scogli adiacenti.
- Sversciata Grande (Svršata Velika), a est di valle Luigia.
- Sversciata Piccola[37] (Svršata Mala), a est di Sversciata Grande, a 400 m; piccolo scoglio che ha una superficie di 0,015 km²[1], uno sviluppo costiero di 0,47 km[1] e l'altezza massima di 17,5 m[2] 43°51′30″N 15°17′10″E.

### Cartografia
- (HR) Mappa topografica della Croazia 1:25000, su preglednik.arkod.hr. URL consultato il 27 febbraio 2017.
- G. Giani, Carta prospettiva delle Comuni censuarie della Dalmazia, fogli 2 e 5, 1839. Fondo Miscellanea cartografica catastale, Archivio di Stato di Trieste.
- Carta di cabottaggio del mare Adriatico, foglio VII, Milano, Istituto geografico militare, 1822-1824. URL consultato il 17 febbraio 2017 (archiviato dall'url originale il 13 aprile 2013).